# Odontotrypes meigu
Odontotrypes meigu är en skalbaggsart som beskrevs av Shokhin 2008. Odontotrypes meigu ingår i släktet Odontotrypes och familjen tordyvlar. Inga underarter finns listade i Catalogue of Life.